# Kisnycia
Kisnycia (ukr. Кісниця) – wieś na Ukrainie, w obwodzie winnickim, w rejonie tulczyńskim, w hromadzie Horodkiwka. W 2020 liczyła 325 mieszkańców.